# Kékkúti Ásványvíz Zrt.

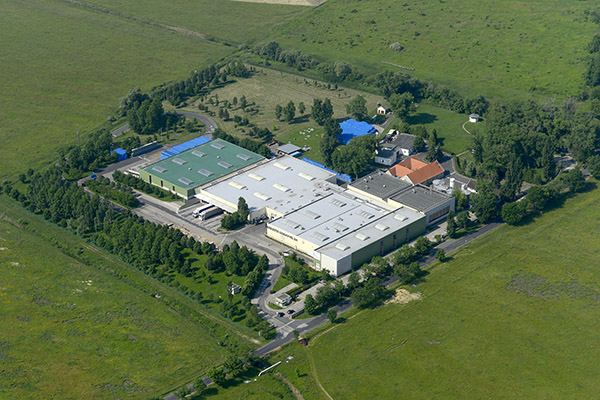
A Kékkúti Ásványvíz Zrt. a levegőből

A Kékkúti Ásványvíz Zrt. (korábban Kékkúti Ásványvíz Rt.) az egyik legrégebbi és legnagyobb ásványvíz-palackozó és forgalmazó cég Magyarországon. A Theodora ásványvizek gyártója.
A cég palackozza a Nestlé Aquarel és a Theodora ásványvizeket, továbbá importálja a Perrier, az Acqua Panna és a S. Pellegrino márkájú vizeket.
A Nestlé Aquarel és a Theodora ásványvizek forrásai a Káli-medencében, a Balaton-felvidéki Nemzeti Parkban találhatók. A a kékkúti üzem a környezet megóvása érdekében folyamatosan csökkenti mind a palackokhoz felhasznált PET-alapanyag, mind a gyártáshoz felhasznált energia mennyiségét.

## Története
2003-ban került 100%-ban a Nestlé Waters  tulajdonába. Kékkúti üzemében és a budapesti irodában összesen 126 főt foglalkoztat.
2015 tavaszán a sajtó közölte, hogy a csehországi Karlovarské Minerální Vody Csoport (KMV) megvásárolja a céget a Nestlé Waterstől.
Ekkor Balogh Levente, a Szentkirályi Ásványvíz Kft. tulajdonosa  és a cseh Karlovarské Minerální Vody Csoport tulajdonosa, az olasz Pasquale család stratégiai partnerségre léptek és létrehozták a Central Europe Mineral Water Holdingot. Ennek nyomán 2016-ban a Holding tulajdonába került a hazai ásványvízpiac két meghatározó társasága, a Szentkirályi Ásványvíz Kft. és  a Kékkúti Ásványvíz Zrt. 2018-ban megduplázták a Szentkirályon működő palackozó üzem termelési kapacitását. A 2018 óta a Pepsi termékeket is palackozó cég 2019-től a Szentkirályi Magyarország nevet viseli. 